# U-462
U-462 – niemiecki okręt podwodny (U-Boot) typu XIV z okresu II wojny światowej. Jedynym dowódcą okrętu był Ltn. Bruno Vowe.

## Historia
U-459 został zbudowany w stoczni Deutsche Werke AG w Kilonii. Zamówienie na okręt złożono 14 maja 1940 roku, położenie stępki miało miejsce 2 stycznia 1941 roku, wodowanie 29 listopada 1941 roku, a wcielenie do Kriegsmarine 5 marca 1942 roku. Na czas szkolenia okręt został przydzielony do 4. Flotylli bazującej w Szczecinie. 1 sierpnia 1942 roku wcielono go do 10., a od 1 listopada tego samego roku do 12. Flotylli U-Bootów.
U-462 był jednym z dziesięciu zbudowanych podwodnych zbiornikowców, zwanych Milchkühe („mlecznymi krowami”), które skonstruowano z myślą o dostarczaniu paliwa i zaopatrzenia innym U-Bootom operującym na odległych akwenach. Okręt odbył osiem misji zaopatrzeniowych na Atlantyku. 
27 lipca 1943 roku okręt wypłynął z Bordeaux na swój, jak się później okazało, ostatni rejs. W towarzystwie U-461 („mleczna krowa”) i U-504 (typu IX C) pokonywał niebezpieczne wody Zatoce Biskajskiej. Ponieważ Alianci na podstawie rozszyfrowanych wiadomości radiowych znali plany niemieckich jednostek już w momencie opuszczenia portu, podjęli energiczne działania zmierzające do zatopienia cennych zaopatrzeniowców. 30 lipca grupa wynurzonych U-Bootów została wykryta przez brytyjskie samoloty. Okręty podjęły desperacką walkę z napastnikami. Bomby głębinowe zrzucone przez łódź latającą zatopiły U-461, ale U-504 zdołał się zanurzyć. Osamotniony, uszkodzony U-462 został zatopiony przez brytyjski samolot Handley Page Halifax i slupy 2. Grupy Eskortowej: HMS „Wren”, HMS „Kite”, HMS „Woodpecker”, HMS „Wild Goose” i HMS „Woodcock”. Podczas ataku zginął jeden członek załogi, pozostałych 64 zostało uratowanych przez alianckie okręty (po zatopieniu U-504).